# أوبري جوزيف
أوبري عمري جوزيف  (بالإنجليزية: Aubrey Omari Joseph)‏، من مواليد 26 نوفمبر 1997، هو ممثل أمريكي. معروف بدوره باسم تيرون جونسون / عباءة في عباءة وخنجر.
أوبري جوزيف هو الطفل الأوسط لثلاثة أولاد.

## روابط خارجية
- أوبري جوزيف على موقع IMDb (الإنجليزية)
- أوبري جوزيف على موقع روتن توميتوز (الإنجليزية)
- أوبري جوزيف على موقع ألو سيني (الفرنسية)
- أوبري جوزيف على موقع ميوزك برينز (الإنجليزية)
- أوبري جوزيف على موقع أول موفي (الإنجليزية)
- أوبري جوزيف على موقع قاعدة بيانات الفيلم (الإنجليزية)